# Флаг Терпилицкого сельского поселения
Флаг муниципального образования Те́рпилицкое сельское поселение Волосовского муниципального района Ленинградской области Российской Федерации — опознавательно-правовой знак, служащий официальным символом муниципального образования.
Ныне действующий флаг утверждён 4 августа 2008 года и внесён в Государственный геральдический регистр Российской Федерации с присвоением регистрационного номера 4357.

## Описание флага
«Флаг муниципального образования Терпилицкое сельское поселение Волосовского муниципального района Ленинградской области представляет собой прямоугольное полотнище с отношением ширины флага к длине — 2:3, воспроизводящее композицию герба муниципального образования Терпилицкое сельское поселение Волосовского муниципального района Ленинградской области в красном, белом, чёрном и жёлтом цветах».
Геральдическое описание герба, утверждённого 2 июня 2008 года, гласило: «Щит четверочастно разделён червленью (красным) и серебром; поверх всего — золотой цветок картофеля. В первой и четвёртой части — золотая лилия, во второй и третьей части — чёрный отвлечённый чёрный пояс, имеющий сверху три стенных зубца (два — по краям и один между ними) и два просвета».
Геральдическое описание герба, утверждённого 4 августа 2008 года, гласит: «Щит четверочастно разделён червленью (красным) и серебром; поверх всего — отвлечённый чёрный пояс, имеющий сверху три стенных зубца (два — по краям и один между ними) и два просвета, обременённый золотой лилией».

## Обоснование символики

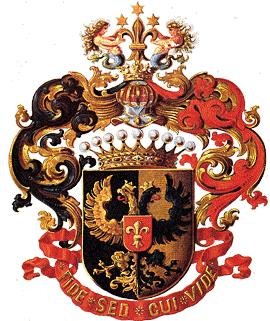
Герб рода Корф

Флаг составлен на основании герба муниципального образования, в соответствии с традициями и правилами геральдики и отражает исторические, культурные, социально-экономические, национальные и иные местные традиции.
Символика герба муниципального образования Терпилицкое сельское поселение напоминает о гербах дворянских родов Корфов и Врангелей, ранее владевших землями ныне входящими в состав поселения.
Золотой цветок картофеля — символизируют знаменитый волосовский картофель, выращиванием которого всегда славился совхоз «Терпилицы» (ЗАО «Октябрьский»).
Геральдическая лилия символизирует совершенство, чистоту, скромность, невинность. В средневековье церковники уподобляли её непорочной Деве Марии.
Отвлечённый чёрный пояс, имеющий сверху три стенных зубца (два — по краям и один между ними) и два просвета, обременённый золотой лилией, напоминает о достопримечательностях Терпилицкого сельского поселения — старинных усадебных парках и сохранившихся постройках бывших дворянских усадеб.
Красный цвет — символ труда, жизнеутверждающей силы, мужества, самоотверженности, красоты, солнца и тепла.
Чёрный цвет — символ благоразумия, мудрости, скромности, честности, древности и вечности бытия.
Жёлтый цвет (золото) — символ божественного сияния, постоянства, прочности, силы, величия, солнечного света, урожая.
Белый цвет (серебро) — чистота помыслов, искренность, правдивость, невинность, благородство, откровенность, непорочность, надежда.